# فالتشر (موقع ويب)
فالتشر (بالإنجليزية: Vulture)‏ هو موقع إخباري ترفيهي أمريكي. إنه قسم الثقافة الشعبية المستقل في مجلة نيويورك. شعارها هو «التهام الثقافة».